# محمد موسى بازي روحاني
محمد موسى بازي روحاني هو فيلسوف إسلامي، العلّامة الكبير، والإمام المُحقّق، والمُحدّث المُفسّر، الفقيه الفلكي من أبرز علماء باكستان، وصاحب التّصانيف الممتّعة الشّيخ محمّد موسى بازي روحاني بن مولوي شير محمّد البازي، يُعتبر كتاب (فتح الله بخصائص اسم الله) أبرز نتاج البازي الرُّوحاني حيث اشتهر به في العالَم.

## سيرته
وُلِد الفيلسوف العلّامة بازي رُوحاني في قرية (كَثَه خَيْل)، وكَثَه خَيْل قرية مِن مضافات مُديرية دَيَرَة إسماعيل خَان في إقليم سرحد مِن باكستان.
وكان الشّيخ البازي حُسن السّيرة، دائم الصّمت، نجل العُيُون، أهدب الأشفار، واسع الجبين، ذو لحية سوداء، ليس بالطّويل ولا بالقصير، جميل الجِسم، أسمر اللّون قريب الأبيض، ويتكلم بنحو ما يفهم به الصّغير والكبير، وكان عليه لباس بيض وعِمامة بيضاء، ويرسل رداء أبيض على رأسه دائمًا، وكان لكلامه حلوة ولمجلسه فيض فقهي ومهابة فائقة، لم ير لمثله العيون في البلدة.
كان جدّه الأعلى مِن سُكّان بلدة غزني، واسم جدّه هذا، يعني : أب أبيه السّيد الشّيخ أحمد الرُّوحاني، وقبره في سفح جبل مِن جِبال غزني يُزار، وكان مِن كبار أهل الحقّ جلّ جلاله وأوليائه.

## نشأته وحياته العلمية
قرأ علوم الدِّين بأمر والدته وإرشادها حسب وصية أبيه.
وقرأ العلّامة البازي أوائل كتب الفقه وجميع كُتُب الفارسية على بعض علماء القرية، وهذا وفق طريق تعليم دياره في باكستان حيث يلزم للطالب قِراءة الكُتُب الفارسية  - ويُراد منها في باكستان كتب الشعر الفارسي -.
ثم خرج الشّيخ العلّامة البازي الرُّوحاني بإشارة بعض العلماء لتحصيل العلم إلى بلدة عيسى خيل، وكان هذا أوّل خروجه لطلب العلم حينما كان عمره أقل مِن احدي عشرة سَنَة ؛ فبدأ بـ تعليم الصّرف، وحفظ عِدّة كُتُب مِنه في أشهر عديدة على شيخه فضيلة الشّيخ محمّد بإشراف المفتي محمود، وقد ذهب معه إلى قرى عديدة، وحفظت هُناك جميع كُتُب الصّرف إلى الفصول الأكبرية، وكتب النّحو إلى الكافية لإبن الحاجب، وبعض كتب المنطق.
ثم ذهب مع شيخه المفتي محمود إلى قرية عبد الخيل ؛ فبقي معه هناك سنتين، وقرأ عليه شرح الجامي ومختصر المعاني....
ثم سافر إلى أكُورَهْ خَتَك، وهي بلدة معروفة مِن مضافات مديرية بشاور، ومكث هُناك في جامعة دار العلوم الحقانية سنتين تقريبا، وقرأ هُناك كُتُب المنطق والفلسفة والميراث، وأصول الفقه، والأدب العربي.
وسافر مِن أكُورَهْ خَتَك في الإجازات السّنوية إجازات شهر رمضان إلى بلدة راولبندي بـ باكستان ؛ فقرأ ترجمة القرآن الكريم وشرحه وتفسيره على الشّيخ غلام الله خان الّذي كان أعلم المفسّرين في عصره.
ثم ذهب إلى ملتان ودخل في الجامعة الكبيرة قاسم العلوم ؛ فمكث فيها ثلاثة أعوام، وتخرّج مِن جميع العلوم.

## نشاطاته
- من بعد ما فرغ العلّامة البازي الرّوحاني من التعليم ؛ فقد عُيّن أستاذًا ومُدرّسا ورأيسا في المدرسة الجامعة مطلع العلوم في بلدة كويته مِن إقليم بلوجستان بـ باكستان.
- ثم عُيّن رأيس المُدرّسين والشُّيُوخ في جامعة إسلامية في بلدة بوريواله مِن إقليم بنجاب.
- ثم انتقل إلى جامعة قاسم العلوم بـ ملتان من إقليم بنجاب، وجُعِل فيها أستاذ أعلى.
- ثم إلى الجامعة الأشرفية بـ بلدة لاهور، وهي أكبر جامعة في دولة باكستان، وعُيّن فيها شيخ الحديث والتّفسير حتّى وفاته.[8]

## مؤلفاته
كتب الشّيخ البازي الرُّوحاني في كُلّ فن، ويبلغ مؤلّفات الشّيخ العلّامة محمّد موسى البازي الرّوحاني وتصنيفاته ثلاث مائة 300 تقريبًا ؛ بعضها مطبوعة، وبعضها مخطوطة، وبعضها بالعربية، وبعضها بالأردية والفارسية، وقد نقلت بعض مؤلّفاته إلى اللغة الإنجليزية وغيرها ؛ فمن المطبوعة المشهورة :
1. فتح الله بخصائص اسم الله. وهو أفضل ما كتبه في حياته، لم يُؤلّف مِثله.
2. فتح العليم بحلّ إشكال التّشبيه العظيم.
3. فتح الصّمد في نظم أسماء الأسد. قد جمع فيه مصنّفه البازي ما ينيف على ستمائة من أسماء الأسد، وما يتعلّق به.
4. أزهار التّسهيل شرح تفسير أنوار التنزيل.
5. الكنز الأعظم في تعيين الاسم الأعظم.
6. البركات المكّية في الصّلوات النّبوية.
7. قصيدة الطُّوبي في أسماء الله الحُسنى.
8. قصيدة الحُسنى في أسماء النّبي صلّى الله عليه وسلّم.
9. بغية الكامل السّامي (في النّحو).
10. النّجم السّعد في مباحث «أما بعد».
11. النهج السّهل إلى مباحث الآل والأهل.
12. استعظام الصّغائر (بالأردية).
13. ترغيب المسلمين في الرّزق الحلال وطِعمة الصّالحين (أيضًا بالأردية).
14. سماء الفكرى شرح الهيئة الكُبرى (في الفلك).
15. النجوم النشطى شرح الهيئة الوُسطى (أيضًا في الفلك).
16. مدار البشرى شرح الهيئة الصُّغرى (أيضًا في الفلك ومايتعلّق به قديما وحديثا).
17. الفلكيات الجديدة (بالأردية)، كتاب مدرسي في بعض نصاب كتب المدارس الباكستانية.
18. فردوس الفوائد. قد جمعه من عشرة آلاف كتب ما بين صغير وكبير في كلمات ذهبية، وأمثال، وطرائف، وظرائف، وقصص وغيرها، وهو في عدّة مجلّدات، وقد طُبِع منه مجلدان.[9]

ولا يزال الآن بعض مؤلفات الشّيخ البازي مخطوطة حسب ما اطّلعتُ عليها.
وقد رتّب ابنه محمّد زبير الروحاني كتابا من إفاداته، أسماه (أبواب الصّرف) على منوال جديد.

## آراء الآخَرين فيه
قد عنى الشّيخ البازي و وصفه كثير مِن العلماء والتلامذة حتّى قال إمام الحرم المكّي فضيلة الشّيخ محمّد بن عبد الله السُبيل : يأتي إليّ العلماء والمشائخ مِن جميع نواح العالَم، ولكن ما رأيتُ وما لقيتُ عالمًا أوسع عِلمًا، وأدقّ نظرًا مِن الشّيخ البازي.
وقال بعص العرب عن كتابه (فتح الله بخصائص اسم الله) : لو جمع ألفي عالِم من عربنا لتأليف مِثله ؛ لم يصنّفه. وهذا دليل على تبحُر عِلمه وفقهه.
وقال بعضهم مثل ما قيل في بعض الندرة الجهابذة : هيهات لا يأتي الزّمان بمثله، إنّ الزّمان بمثله لبخيلٌ. ووصفه بعض ما رآهُ بـ علّامة الدّنيا، وبعضهم بـ إمام المحدّثين ونجم المفسّرين وزبدة المحقّقين، وبعضهم بـ نادرة الزّمان وغير ذلك.

## وفاته
كان الشّيخ البازي بعد صراع مع المرض رحل في صلاة عصر الاثنين عن الدنيا ؛ فلقى ربّه بنفس مطمئنّة في السّابع والعشرين مِن جمادي الثّانية، سَنة 1419 هـ الموافق من التاسع عشر، شهر أكتوبر، سَنة 1998 م، وهو ابن ثلاث وستين سَنة.
وقد ظهر من بعد وفاته كرامة جدية بحيث انبعث من قبره الرّائحة الذكّية كـ رائحة المسك، وانتشرت في جميع المقبرة.
وممّا يدلّ على كراماته مصنّفاته الباهرة الّتي مضى ذِكرها، وهي مآثر تدوم إلى يوم القيامة.

## أبناؤه وخليفه
ترك الشّيخ البازي أربعة بنين، وكُلّ واحد منهم عالِم وفاضل بـ علوم عصرية وقديمة ؛ فالأكبر منهم الشيخ محمّد زُبير الرّوحاني البازي، وهو قد ناب منابه وصار بـ مقامه، والثاني منهم محمّد عُزير الروحاني البازي، والثالث منهم محمّد زُهير الروحاني، والرّابع منهم عبد الرّحمن الروحاني.

## وصلات خارجية
https://www.jamiaashrafia.org/audio.php
https://www.almoajam.org
https://archive.org/Muhammad Zuhair Ruhani Bazi